# Storia della vulcanologia
La Storia della vulcanologia è legata alla volontà che ha l'uomo di controllare le forze della natura o almeno cercare ad evitare i danni.

## Antichità

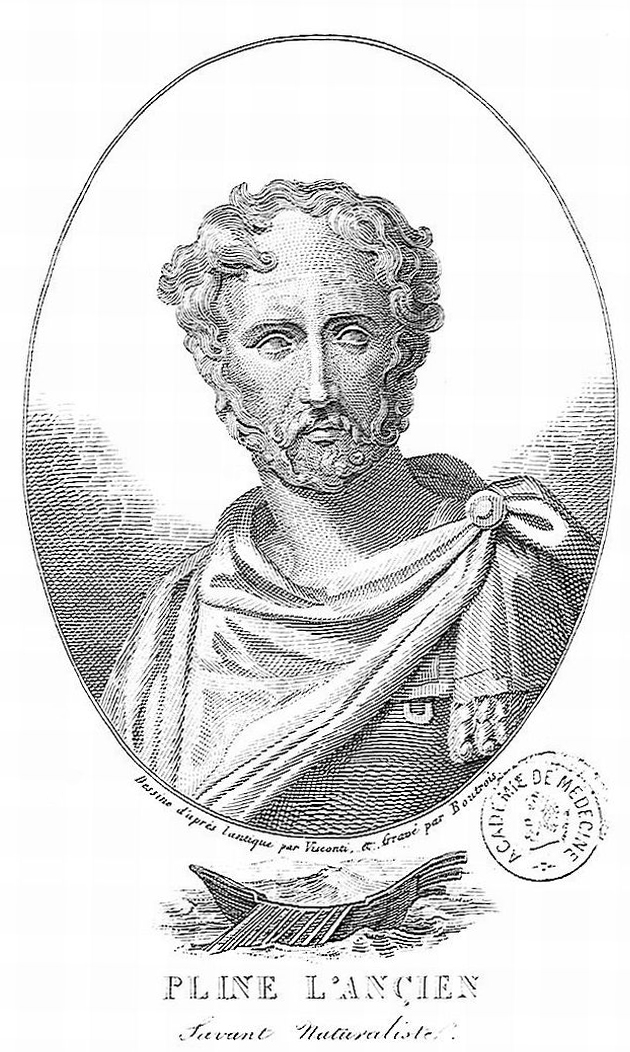
Plinio il Vecchio

La vulcanologia, in quanto descrizione di un fenomeno vulcanico, è nata nel Neolitico con l'esecuzione di una pittura murale di un vulcano a due cime in eruzione, probabilmente il Monte Hasan, a Çatal Hüyük (Turchia) e risalente al 6000 a.C.
Nelle prime civiltà, per la precisione presso i greci e i romani, i vulcani e le loro eruzioni sono associati a manifestazioni divine. Sarà lo stesso con il Cristianesimo che li considererà come l'opera di Satana o come segno della collera divina.
Nel V secolo a.C. il filosofo greco Empedocle d'Agrigento divise il mondo in quattro elementi fondamentali: aria, acqua, terra e fuoco; quest'ultimo viene rappresentato dai vulcani.
Platone affermava che i fiumi d'acqua calda e fredda percorrono l'interno della Terra e che un grande fiume di fuoco centrale, il Piriflegetonte, alimentava tutti i vulcani della Terra. Aristotele spiegava la presenza di questo fuoco sotterraneo come « ...lo sfregamento del vento quando si riversa dentro dei passaggi stretti.» Lucrezio, un filosofo romano, proclamava che l'Etna fosse totalmente cavo e che i suoi fuochi fossero alimentati da un vento possente circolante vicino al livello del mare. Ovidio pensava che le eruzioni fossero alimentate dal «cibo ricco» e che esse cessassero appena quello veniva a mancare. Vitruvio affermava che i fuochi sotterranei fossero trattenuti da zolfo, allume e bitume. L'idea di un ruolo preponderante del vento come sorgente delle eruzioni vulcaniche perdurò fino al XVI secolo.
Nel 79, Plinio riferisce e descrive l'inizio dell'eruzione del Vesuvio, osservando particolarmente che alcuni sismi precedono l'inizio dell'eruzione. Volendo avvicinarsi di più laddove avveniva questo evento, rimase ucciso probabilmente dalle nubi ardenti che precipitavano dai fianchi del vulcano distruggendo Pompei. Suo nipote, Plinio il Giovane, non avendo potuto accompagnare lo zio, fece una descrizione precisa dell'evento e il tipo di eruzione porterà in seguito il nome dei due uomini: eruzione pliniana. Tuttavia questa descrizione non costituisce un tentativo di spiegazione scientifica del fenomeno.

## Rinascimento e teorie pre-scientifiche

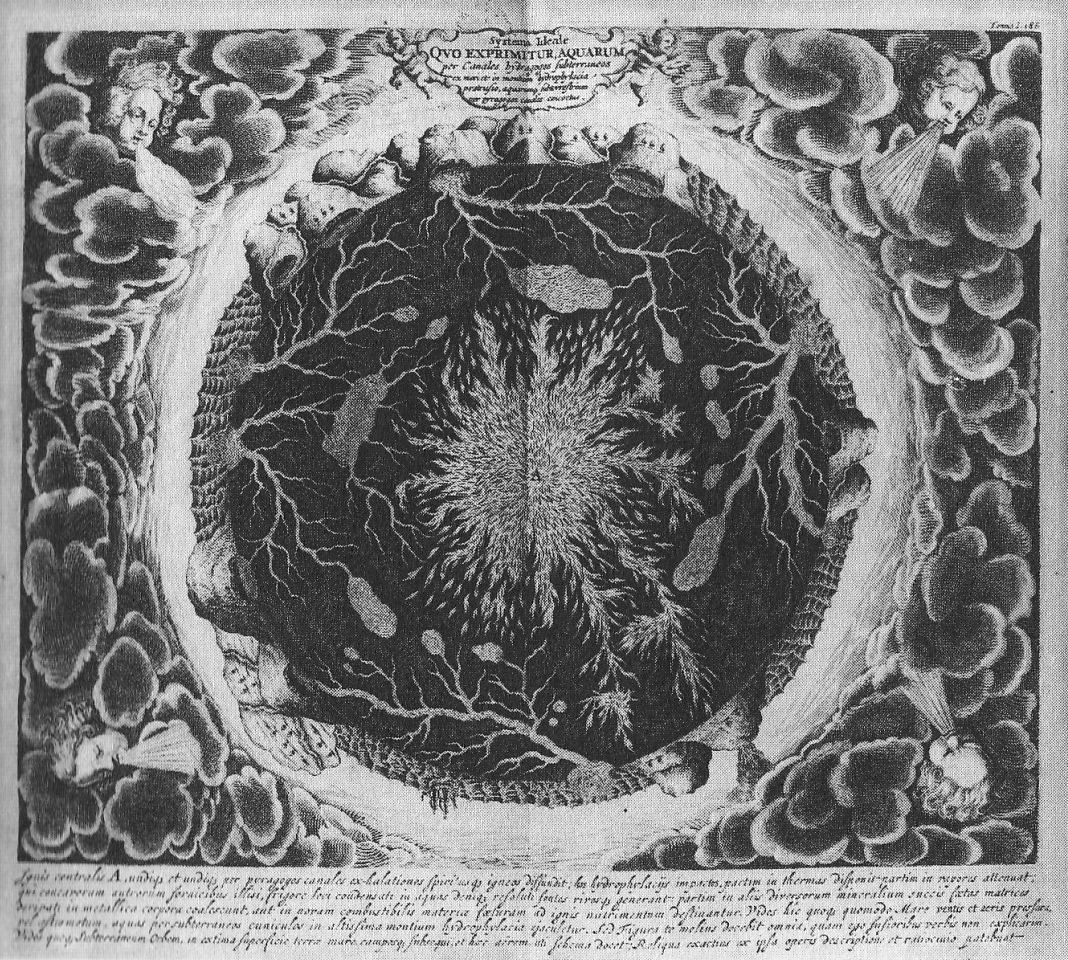
Teoria del fuoco centrale secondo Athanasius Kircher, 1678

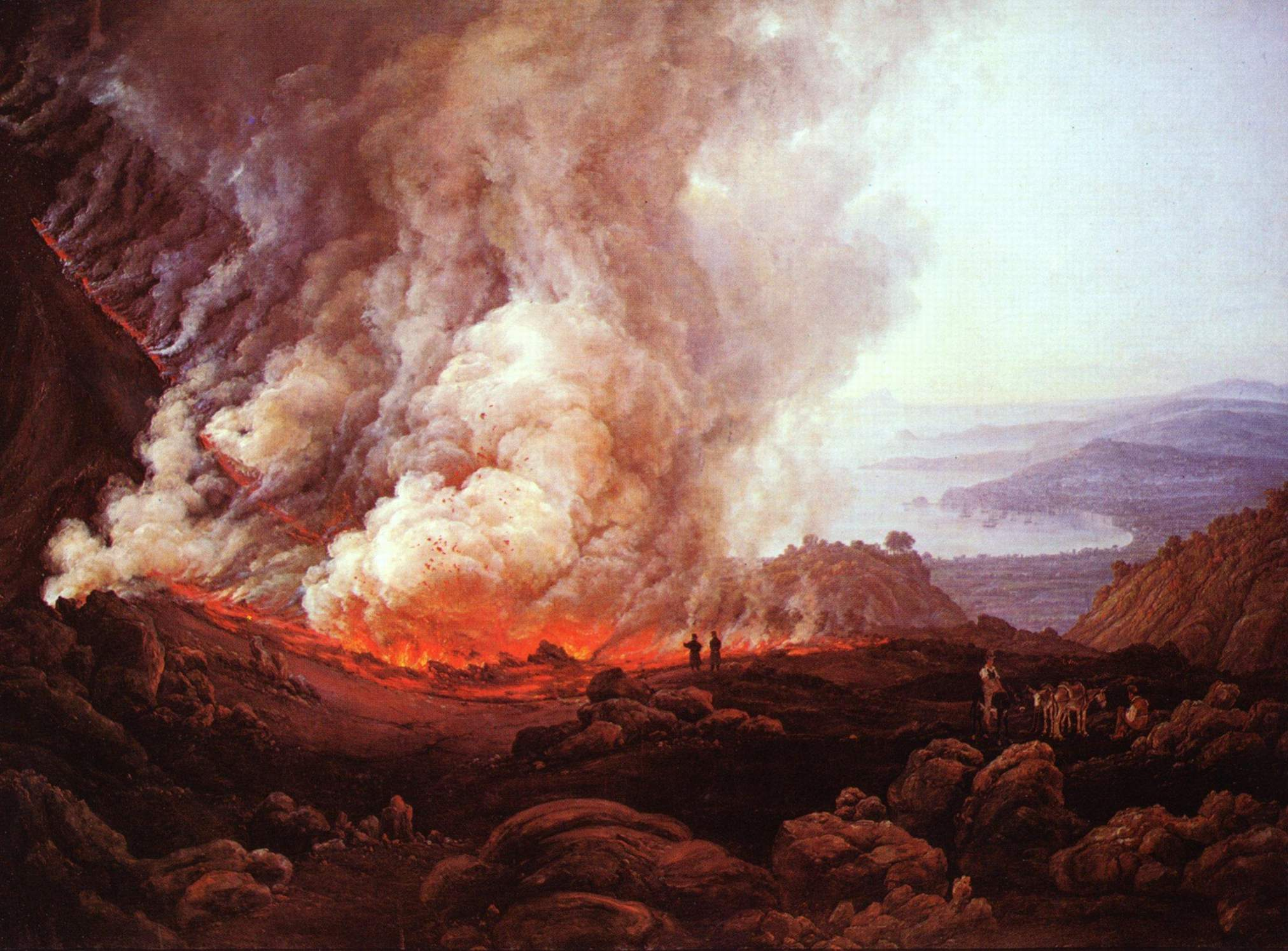
Eruzione del Vesuvio, Johan Christian Claussen Dahl, 1826

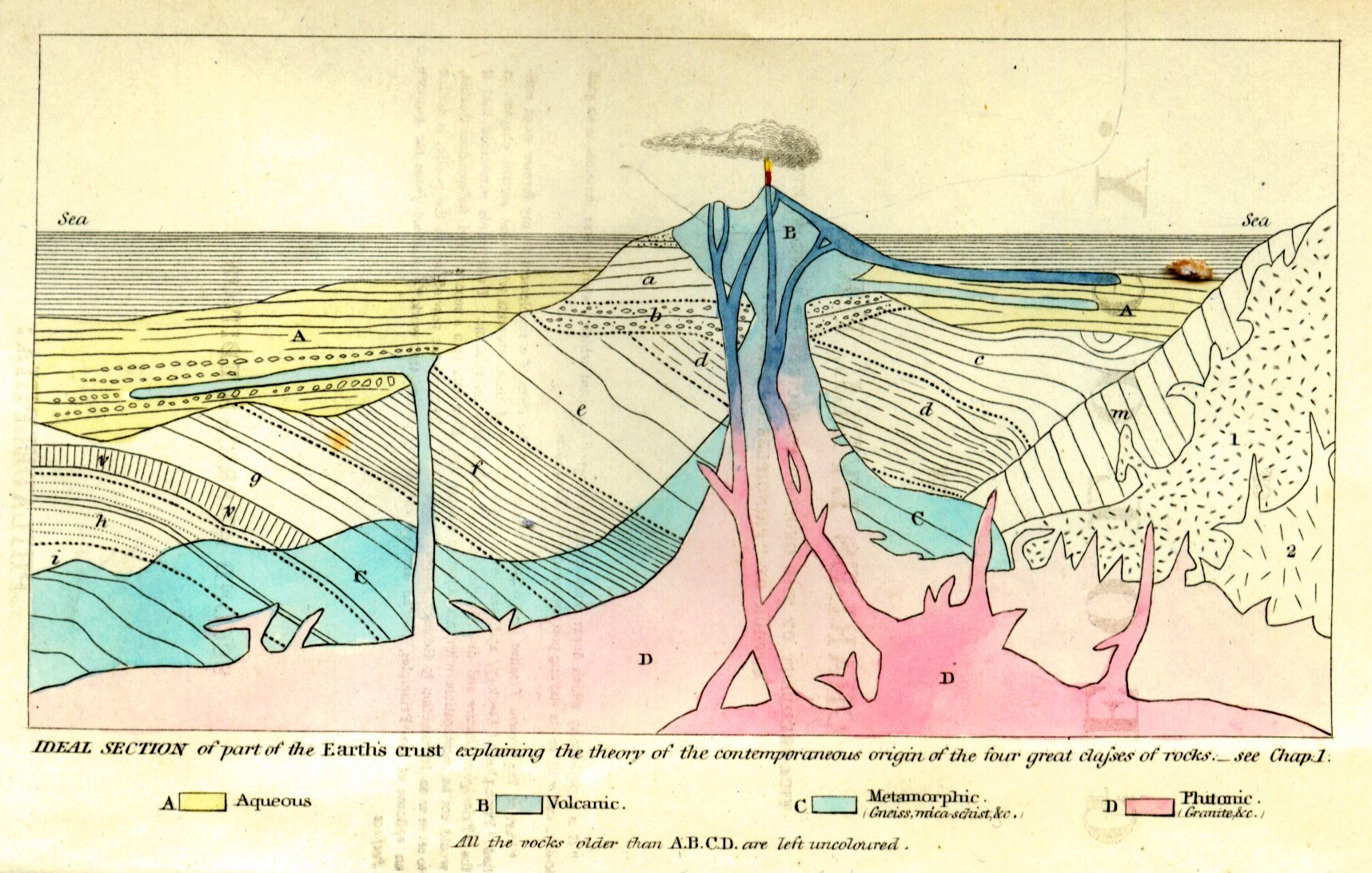
Disegno di una sezione al livello di un vulcano, Principi di Geologia, Charles Lyell, 1857

Nel Rinascimento, numerose teorie vedono la luce, ma esse devono essere compatibili con i dogmi della Chiesa cattolica romana sotto pena d'essere screditate.
Georgius Agricola propone che le eruzioni siano provocate dal vapore d'acqua sotto pressione. Johannes Kepler considera i vulcani come dei condotti vomitanti le lacrime e i rifiuti della Terra (lo zolfo, il bitume e il catrame).
Descartes, in accordo con la Genesi, dichiara che la Terra è formata da tre strati: uno d'aria e uno d'acqua sopportate dalle profondità ardenti. I vulcani si sono allora formati quando i raggi del Sole hanno trapassato la Terra.
Molte teorie mettono in opera l'acqua nei vulcani poiché i soli vulcani conosciuti all'epoca si situano in prossimità del mare. 
Nel XVIII secolo, il naturalista e ambasciatore britannico William Hamilton (1730-1803) approfitta del suo soggiorno a Napoli durante 36 anni per documentarsi e studiare le eruzioni del Vesuvio. Le sue osservazioni sono considerate come il primo passo scientifico per spiegare il vulcanismo. Egli pubblica un libro, « Campi Flegrei, Osservazioni sui Vulcani delle Due Sicilie » (Campi Phlaegraei, Observations on the Volcanos of the Two Sicilies), corredato da innumerevoli note e schizzi derivati dalle sue osservazioni del terreno.
Qualche anno più tardi, l'italiano Lazzaro Spallanzani tenta di far fondere dei pezzi di basalto per trovare l'origine della lava.
Nel XVIII secolo, due scuole si affrontano: i nettunisti che pensano sia il contatto dell'acqua sulla pirite che infiamma gli strati di carbone e che fa fondere le rocce circostanti; mentre i plutonisti affermano che esiste una massa di roccia in fusione nelle profondità della Terra e che l'eruzione dipende dal particolare luogo.
Nel 1825 l'inglese George Julius Poulett Scrope scrive Considerations on Vulcanoes, "considerato il primo trattato sistematico di vulcanologia"
Nel 1831, il francese Constant Prévost, di ritorno dall'isola italiana di Giulia, riporta le prove della formazione dei vulcani: essi nascono da un accatastamento successivo di materiali. Questa scoperta mette fine allo scontro fra le due teorie: l'una afferma che i vulcani si formano per strati successivi, l'altra che essi non sono che un rigonfiamento del suolo.
All'epoca, il Vesuvio è il vulcano più studiato. Altri esploratori cominciano a studiare vulcani differenti: Bory de Saint-Vincent il Piton de la Fournaise nel 1804, Alexander von Humboldt il Guagua Pichincha e il Chimborazo tra 1799 e il 1804 e censisce 407 vulcani nel 1846; il Santorini è studiato da più geologi.
Riguardo all'attività regolare del Vesuvio, il primo osservatorio vulcanologico del mondo,l'Osservatorio Vesuviano viene costruito sui pendii nel 1841, installandovi dei sismografi ad opera di Ferdinando II di Borbone.
Nel 1883, l'eruzione del Krakatoa concentra tutti gli sforzi dei vulcanologi su questo vulcano. L'eruzione è analizzata così come i suoi effetti: onde d'urto, effetti climatici, ecc. Gli avvicinamenti effettuati permisero ai geologi di ritornare sull'eruzione del Tambora del 1815.
Nel 1902, l'eruzione della Monte Pelée nella Martinica, la distruzione totale della città di Saint-Pierre e i 28 000 morti provoca lo stupore nella metropoli. La catastrofe sarà riferita sui giornali con molte fotografie. Alfred Lacroix sarà mandato dall'Accademia delle scienze di Francia per capire le ragioni della catastrofe, particolarmente lo sviluppo del duomo di lava che è crollato. Due anni più tardi, egli publicherà un'opera che fa ancora referenza e parteciperà alla creazione di un osservatorio vulcanologico.

## Vulcanologia moderna

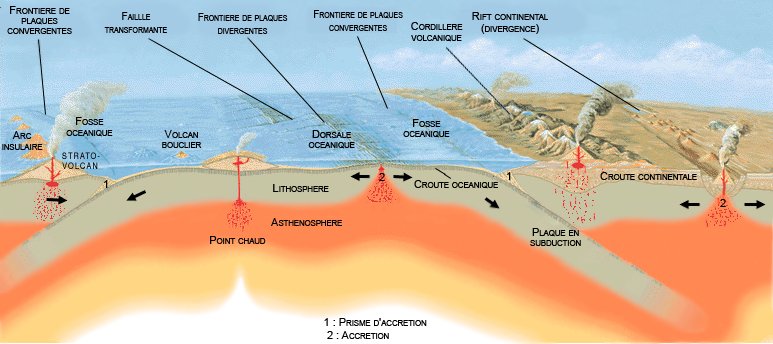
Schema generale dei differenti tipi di vulcanismo associato ai movimenti delle placche tettoniche.

Nel 1912, Alfred Wegener propone la teoria della tettonica delle placche per spiegare la deriva dei continenti e il vulcanismo. Sebbene imperfetta e in parte non corretta, la sua teoria rivoluziona la percezione che hanno geologi e vulcanologi del vulcanismo, poiché essa permette di unificare la maggioranza dei fenomeni geofisici. La teoria fu completata negli anni '60, soprattutto con l'introduzione della nozione di radioattività nell'origine del calore interno della Terra e la scoperta di anomalie magnetiche sui fondali marini. I geologi constatano, provano e ammettono che catene di montagne, vulcani e sismicità si ripartiscono in maniera precisa sulla superficie della Terra e sono correlati.
I progressi in sismologia si attuano anche nella vulcanologia con la messa in evidenza dei piani di Wadati-Benioff, delle differenti discontinuità e della struttura interna della Terra. La tettonica delle placche propone ai vulcanologi una visione globale dei fenomeni interni alla Terra con la deriva dei continenti, la subduzione e la divergenza, le correnti di convezione del mantello. Restano soltanto alcuni vulcani che non possono collimare con questa teoria. I vulcanologi mettono dunque a punto la teoria dei punti caldi per spiegare la presenza di vulcani nel mezzo delle placche litosferiche.
Durante il XX secolo, Haroun Tazieff esplora i vulcani del mondo intero e s'interessa in particolare all'Etna. Migliorerà molti strumenti di misura che sono ancora utilizzati oggigiorno e parteciperà all'elaborazione e la messa a punto di piani di valutazione dei rischi vulcanici e dell'evacuazione della popolazione.
Molto importante anche il contributo dello svizzero Alfred Rittmann, il cui lavoro Vulkane und ihre Tätigkeit (I vulcani e la loro attività) (1936), può essere considerato il primo trattato di vulcanologia moderna. Altra figura di spicco della vulcanologia del XX secolo è l'americano Howel Williams.
Katia e Maurice Krafft riferiscono in quanto a loro di molte fotografie, film e estratti sonori di più di 150 vulcani e pubblicano numerosi libri che contribuiscono alla popolarizzazione della vulcanologia e dei vulcani. Parteciperanno anche all'elaborazione di piani di valutazione dei rischi vulcanici.